# 淺色連鰭喉盤魚
淺色連鰭喉盤魚（學名：Lepadichthys caritus），為輻鰭魚綱喉盤魚目喉盤魚科的其中一種，分布於印度西太平洋區，包括南非、塞席爾群島、印尼、澳洲、巴布亞紐幾內亞、帛琉等海域，棲息深度4-20公尺，本魚體延長，前部平扁，後部側扁，體不被鱗，覆有粘液層，頭部側線發達，身體上側線不明顯，體紅褐色，身上有7條淡黃色條紋，一條從吻端延伸至背鰭起點，兩條沿體側的條紋，腹部腹中線兩側各有一條窄的淡黃色條紋，條紋之間沿背部和體側分佈著一些淺色小點，以及一條從腹盤兩側延伸至下頜腹側的淡黃色U形線，背鰭軟條10-11枚、臀鰭軟條8-9枚，體長可達3公分，屬底棲性魚類，成群出現，通常躲在海百合觸手基部。